# 溫應祿
溫應祿（1508年—1554年），字以庸，號古渠。浙江乌程（今湖州）南潯輯里村人，明朝政治人物、探花。

## 生平
嘉靖十六年（1537年）中式浙江鄉試第七十名舉人。嘉靖三十二年（1553年）癸丑科一甲第三名進士。授翰林院編修，上疏請求賑災吏治，沒有得到明世宗採納。次年，全家因災疫去世。

## 家族
曾祖溫璋，曾任壽官；祖父溫鎡；父溫瀚，曾任監生。母張氏。兄应祥、应潮，弟应禧（生员）、应祉（生员）、应禮（监生）、应初、应祯、应福、应祐。
子子仁、子儒、子儀。姪孫溫體仁（弟温應初孫）。